# Diapir
En geologia, un diapir (del grec διαπείρειν = travessar) és un tipus d'intrusió resultant de la remuntada de roques més lleugeres a través de roques més denses.

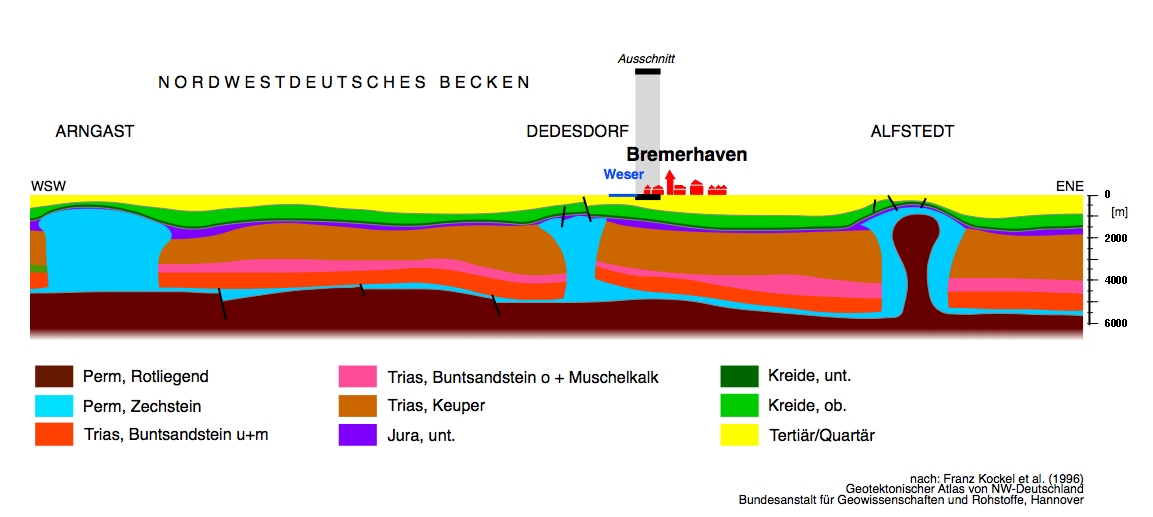
diapir o cúpules salins a Alemanya

El cor del diapir està constituït de roques conegudes per ser fàcilment deformables, com la sal, el guix, el magma, els fangs, i altres. Aquestes roques remunten cap a la superfície perquè són menys denses i tenen una més gran ductilitat que les roques que les envolten. Així, els diapirs són estructures geològiques intrusives, formades per masses d'evaporites que, procedents de nivells estratigràfics molt plàstics (sobretot del Triàsic superior) sotmesos a gran pressió, pugen per les capes sedimentàries de l'escorça terrestre, travessant i deformats, en un lent procés mesurable en milions d'anys que es coneix com a diapir. Adquireixen forma de cilindre, bolet o gota i solen ser de grans dimensions (de centenars de metres a 3 km de diàmetre en secció horitzontal). Un símil molt didàctic de diapir es pot veure a les anomenades làmpades de lava usades en decoració. Els moviments per flux plàstic de les roques salines es denominen halocinètics.
La seva gènesi és força complexa i està produïda per diversos factors: una elevada plasticitat de les sals augmentada per la presència de guixos i que es desenvolupen en falles profundes per les quals els materials ascendeixen i on tenen lloc processos volcànics que converteixen el diapir en una pasta amb encara molta més plasticitat i molt més poder perforant.
Es denominen doms salins quan les masses de sals deformen els sediments suprajacents però no arriben a intrusió.
A Catalunya el diapir salí de Cardona s'ha explotat des de molt antic, arribant a ser molt important per a la població. Actualment la mina vertical amb galeries és parcialment visitable.

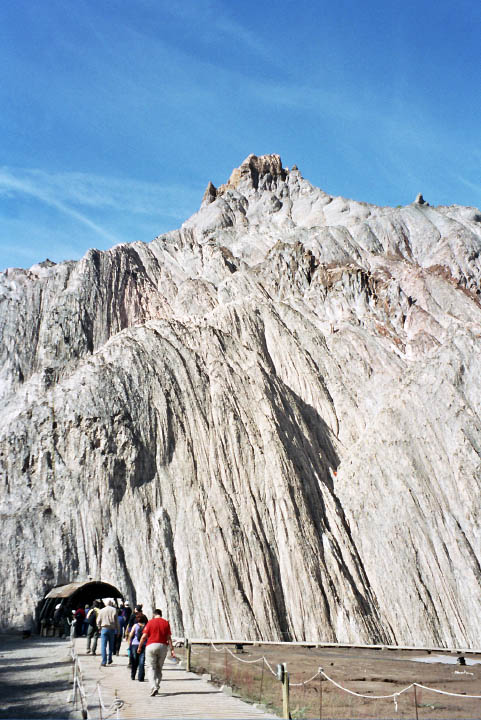
El diapir de la Muntanya de sal de Cardona.

A Espanya hi ha poblacions com Cabezón de la Sal a Cantàbria que s'assenten sobre diapirs salins aflorats i que van ser explotats comercialment en el passat. Altres com Peralta i Caparroso a Navarra van haver de canviar el seu emplaçament a altres amb sòls més estables a causa dels processos de subsidència que produeixen aquest tipus d'estructures halocinètiques.
El diapir més gran d'Europa es troba a Poza de la Sal (Burgos).

## Riscos geològics
Com riscos geològics associats al diapir es presenten els que estan relacionats amb el moviment ascensional i els processos de dissolució de sals i guix.
Els processos de dissolució poden ser ràpids. És vital la prevenció, que passa per conèixer l'estructura geològica de la zona i elaborar mapes de risc, així com associar-los amb els hídrics. També és necessària l'ordenació del territori en funció del risc. Per corregir aquest risc, és possible instal·lar drenatge perquè surti l'aigua i no es dissolgui la sal del diapir, o bé omplir el terreny per evitar col·lapses.

## Trampes petrolíferes
Els diapir salins tenen un enorme valor econòmic, ja que poden actuar com a trampes petrolíferes. L'ascens del diapir deforma les capes intrusió elevant al seu voltant, formant una estructura anticlinal, una mena de con en què el diapir ocupa l'eix central (la xarnera). Quan hi ha capes impermeables, els hidrocarburs (més gasos i aigua) s'acumulen per sota de les mateixes, quedant atrapats a les roques poroses inferiors. El diapir actua segellant el centre de l'estructura.
En el substrat sedimentari del Golf de Mèxic són molt freqüents els jaciments de petroli associats amb aquest tipus de trampa.

## Diapir no salins
El terme diapir, o diapirisme, també es pot aplicar en el cas de la intrusió de masses granítiques (tipus batòlit) a l'escorça terrestre o també en el cas d'estructures dia-genètiques similars a les salines, però de dimensions molt més reduïdes i produïdes pel desplaçament plàstic de fangs i llots.